# Fotboll Club Rosengård (femminile)
Il Fotboll Club Rosengård, comunemente noto come FC Rosengård (ex Malmö FF Dam, 1970-2007, Lait de Beauté Football Club Malmö, 2007-2013), è una società di calcio femminile svedese con sede a Rosengård, quartiere della periferia sud-orientale della città di Malmö. Il club gioca nella Damallsvenskan, la massima serie del campionato svedese, e disputa le partite casalinghe al Malmö IP. Ha vinto la Damallsvenskan per tredici volte e la Coppa di Svezia per cinque volte.

## Storia
Il 7 settembre 1970 la dirigenza del Malmö Fotbollförening, la principale squadra di Malmö, prese la decisione di costituire una squadra femminile come parte del club principale, chiamandola Malmö Fotbollförening Dam per distinguerla dalla formazione maschile. Vinse il primo campionato svedese nel 1986, per poi ripetersi nei campionati di Damallsvenskan per altre quattro volte nei bienni 1990-1991 e 1993-1994. Nel 1990 vinse la sua prima Coppa di Svezia, battendo in finale l'Öxabäcks per 3-0. Nel 2003 venne ammesso alla UEFA Women's Cup in qualità di secondo classificato in Damallsvenskan 2002, poiché le campionesse in carica dell'Umeå IK erano già qualificate alla UEFA Women's Cup come detentrici del trofeo. Nella massima competizione continentale il Malmö FF Dam raggiunse le semifinali, dove venne eliminato dall'1. FFC Francoforte: dopo un pareggio a reti inviolate nella gara di andata, le tedesche si imposero nel ritorno per 4-1.
Nell'aprile 2007, il Malmö FF Dam iniziò un forte rinnovamento della squadra, incluso il nome, le maglie e lo stemma. L'11 aprile 2007 la squadra fu rinominata Lait de Beauté Football Club Malmö, dividendosi definitivamente dalla squadra maschile. Questo rinnovamento giunse anche in conseguenza di un nuovo accordo di sponsorizzazione con l'azienda svedese di cosmetici Hardford, il cui marchio leader Lait de Beauté divenne parte integrante del nuovo nome del club. Nel 2010 tornò alla vittoria del campionato dopo sedici anni, distanziando di undici punti il 
Kopparbergs/Göteborg e con Manon Melis capocannoniere del torneo con 25 reti realizzate. Grazie a questo successo partecipò all'edizione 2011-2012 della UEFA Women's Champions League: dopo aver superato prima il Graphistudio Tavagnacco e poi il Neulengbach, venne eliminato nei quarti di finale nuovamente dall'1. FFC Francoforte. Nel 2011 seppe difendere il titolo, distanziando il Kopparbergs/Göteborg di un solo punto. Nel 2012, invece, perse il titolo all'ultima giornata di campionato, venendo sconfitto in casa per 0-1 dal Tyresö, che lo affiancò in testa alla classifica e superò grazie alla migliore differenza reti. Nel 2013 tornò alla vittoria del campionato, conquistando il terzo titolo nel giro di quattro anni.
Nel mese di dicembre 2013 il club si associò alla squadra maschile della città, il Fotboll Club Rosengård, cambiando per la nuova stagione 2014 la sua denominazione ufficiale, assumendo quella della squadra del quartiere di Malmö. Nel 2014 con la nuova denominazione difese con successo il titolo conquistando l'anno precedente, vincendo 18 partite su 20 e distanziando il KIF Örebro, secondo classificato, di dodici punti, e con il suo centravanti Anja Mittag capocannoniere del torneo con 21 reti realizzate. Nel 2015 il Rosengård vinse il terzo titolo consecutivo, il secondo con la nuova denominazione, superando in classifica l'Eskilstuna United di un solo punto, grazie a una serie di quattro vittorie consecutive nelle ultima quattro giornate che gli ha consentito di scavalcare le avversarie. Nell'edizione 2015-2016 della Champions League si fermò nuovamente ai quarti di finale, venendo eliminato ancora una volta dalle tedesche dell'1. FFC Francoforte dopo i tiri di rigore. Nel 2016 dopo diciannove anni tornò alla vittoria della Coppa di Svezia, battendo in finale il Linköping, da cui aveva perso l'anno precedente.

## Palmarès

### Competizioni nazionali
- Campionato svedese: 14

Come Malmö FF Dam: 1986, 1990, 1991, 1993, 1994
Come LdB FC Malmö: 2010, 2011, 2013
Come Rosengård: 2014, 2015, 2019, 2021, 2022, 2024
- Coppa di Svezia: 6

1990, 1997, 2015-2016, 2016-2017, 2017-2018, 2021-2022
- Supercoppa svedese: 4

2011, 2012, 2015, 2016

### Altri piazzamenti
- Campionato svedese:

Secondo posto: 2012, 2016, 2017
Terzo posto: 2008, 2009, 2018
- UEFA Women's Champions League:

Semifinalista: 2003-2004

## Statistiche

### Risultati nelle competizioni UEFA
| Stagione | Competizione     | Fase                 | Avversario               | Risultato | Risultato    | Risultato        |
| Stagione | Competizione     | Fase                 | Avversario               | andata    | ritorno      | aggregato        |
| -------- | ---------------- | -------------------- | ------------------------ | --------- | ------------ | ---------------- |
| 2003-04  | UEFA Women's Cup | fase a gironi        | FC United                | 3-0       | 3-0          | 3-0              |
| 2003-04  | UEFA Women's Cup | fase a gironi        | Maccabi Holon            | 6-1       | 6-1          | 6-1              |
| 2003-04  | UEFA Women's Cup | fase a gironi        | Lehenda-Cheksil Černihiv | 3-0       | 3-0          | 3-0              |
| 2003-04  | UEFA Women's Cup | quarti di finale     | Kolbotn                  | 2-0       | 0-1          | 2-1              |
| 2003-04  | UEFA Women's Cup | semifinale           | 1. FFC Francoforte       | 0-0       | 1-4          | 1-4              |
| 2011-12  | Champions League | sedicesimi di finale | Tavagnacco               | 1-2       | 5-0          | 6-2              |
| 2011-12  | Champions League | ottavi di finale     | Neulengbach              | 3-1       | 1-0          | 4-1              |
| 2011-12  | Champions League | quarti di finale     | 1. FFC Francoforte       | 1-0       | 0-3          | 1-3              |
| 2012-13  | Champions League | sedicesimi di finale | MTK Hungária             | 4-0       | 6-1          | 10-1             |
| 2012-13  | Champions League | ottavi di finale     | Bardolino Verona         | 1-0       | 2-0          | 3-0              |
| 2012-13  | Champions League | quarti di finale     | Olympique Lione          | 0-5       | 0-3          | 0-8              |
| 2013-14  | Champions League | sedicesimi di finale | LSK Kvinner              | 3-1       | 0-5          | 8-1              |
| 2013-14  | Champions League | ottavi di finale     | Wolfsburg                | 1-2       | 1-3          | 2-5              |
| 2014-15  | Champions League | sedicesimi di finale | Rjazan'-VDV              | 3-1       | 2-0          | 5-1              |
| 2014-15  | Champions League | ottavi di finale     | Fortuna Hjørring         | 2-1       | 2-0          | 4-1              |
| 2014-15  | Champions League | quarti di finale     | Wolfsburg                | 1-1       | 3-3          | 4-4(g.f.c.)      |
| 2015-16  | Champions League | sedicesimi di finale | PK-35 Vantaa             | 2-0       | 7-0          | 9-0              |
| 2015-16  | Champions League | ottavi di finale     | Verona                   | 3-1       | 5-1          | 8-2              |
| 2015-16  | Champions League | quarti di finale     | 1. FFC Francoforte       | 1-0       | 0-1 (d.t.s.) | 1-1 (4-5 d.t.r.) |
| 2016-17  | Champions League | sedicesimi di finale | Breiðablik               | 1-0       | 0-0          | 1-0              |
| 2016-17  | Champions League | ottavi di finale     | Slavia Praga             | 3-1       | 3-0          | 6-1              |
| 2016-17  | Champions League | quarti di finale     | Barcellona               | 0-1       | 0-2          | 0-3              |
| 2017-18  | Champions League | sedicesimi di finale | Olimpia Cluj-Napoca      | 1-0       | 4-0          | 5-0              |
| 2017-18  | Champions League | ottavi di finale     | Chelsea                  | 0-3       | 0-1          | 0-4              |

## Organico

### Rosa 2022
Rosa, ruoli e numeri di maglia come da sito ufficiale, aggiornati al 22 settembre 2022
| N. |                      | Ruolo | Calciatrice               |
| -- | -------------------- | ----- | ------------------------- |
| 2  | Danimarca (bandiera) | D     | Katrine Veje              |
| 3  | Islanda (bandiera)   | D     | Guðrún Arnardóttir        |
| 4  | Nigeria (bandiera)   | C     | Halimatu Ayinde           |
| 5  | Svezia (bandiera)    | C     | Olivia Welin              |
| 6  | Finlandia (bandiera) | C     | Ria Öling                 |
| 7  | Scozia (bandiera)    | D     | Fiona Brown               |
| 8  | Germania (bandiera)  | C     | Rebecca Knaak             |
| 9  | Svezia (bandiera)    | A     | Loreta Kullashi           |
| 11 | Svezia (bandiera)    | A     | Mimmi Larsson             |
| 12 | Svezia (bandiera)    | P     | Angel Mukasa              |
| 13 | Danimarca (bandiera) | C     | Frederikke Thøgersen      |
| 14 | Australia (bandiera) | D     | Charlotte Grant           |
| 15 | Svezia (bandiera)    | D     | Jessica Wik               |
| 17 | Svezia (bandiera)    | C     | Caroline Seger (capitano) |

| N. |                      | Ruolo | Calciatrice              |
| -- | -------------------- | ----- | ------------------------ |
| 18 | Australia (bandiera) | P     | Teagan Micah             |
| 19 | Danimarca (bandiera) | C     | Sofie Bredgaard          |
| 20 | Svezia (bandiera)    | C     | Mia Persson              |
| 21 | Svezia (bandiera)    | A     | Karin Lundin             |
| 22 | Svezia (bandiera)    | A     | Olivia Schough           |
| 23 | Germania (bandiera)  | A     | Stefanie Sanders         |
| 24 | Svezia (bandiera)    | C     | Matilda Kristell         |
| 25 | Svezia (bandiera)    | D     | Emma Berglund            |
| 27 | Germania (bandiera)  | C     | Gina Chmielinski         |
| 28 | Germania (bandiera)  | D     | Bianca Schmidt           |
| 29 | Danimarca (bandiera) | C     | Olivia Holdt             |
| 30 | Svezia (bandiera)    | P     | Somea Polozen            |
| 36 | Svezia (bandiera)    | D     | Athinna Persson Lundgren |
| 40 | Svezia (bandiera)    | C     | Bea Sprung               |

### Rosa 2021
Rosa, ruoli e numeri di maglia come da sito Federcalcio svedese, aggiornati al 28 novembre 2021
| N. |                      | Ruolo | Calciatrice               |
| -- | -------------------- | ----- | ------------------------- |
| 2  | Danimarca (bandiera) | D     | Katrine Veje              |
| 3  | Islanda (bandiera)   | D     | Guðrún Arnardóttir        |
| 6  | Finlandia (bandiera) | C     | Ria Öling                 |
| 7  | Scozia (bandiera)    | C     | Fiona Brown               |
| 9  | Svezia (bandiera)    | A     | Loreta Kullashi           |
| 10 | Serbia (bandiera)    | C     | Jelena Čanković           |
| 11 | Svezia (bandiera)    | A     | Mimmi Larsson             |
| 12 | Svezia (bandiera)    | P     | Angel Mukasa              |
| 13 | Danimarca (bandiera) | C     | Frederikke Thøgersen      |
| 14 | Australia (bandiera) | D     | Charlotte Grant           |
| 15 | Svezia (bandiera)    | D     | Jessica Wik               |
| 17 | Svezia (bandiera)    | C     | Caroline Seger (capitano) |
| 18 | Australia (bandiera) | P     | Teagan Micah              |

| N. |                      | Ruolo | Calciatrice               |
| -- | -------------------- | ----- | ------------------------- |
| 20 | Svezia (bandiera)    | A     | Mia Persson               |
| 22 | Svezia (bandiera)    | A     | Olivia Schough            |
| 23 | Germania (bandiera)  | A     | Stefanie Sanders          |
| 24 | Svezia (bandiera)    | C     | Matilda Kristell          |
| 25 | Svezia (bandiera)    | D     | Emma Berglund             |
| 28 | Germania (bandiera)  | D     | Bianca Schmidt            |
| 34 | Svezia (bandiera)    | D     | Amanda Altheden           |
| 35 | Svezia (bandiera)    | C     | Olivia Lindstedt          |
| 36 | Svezia (bandiera)    | D     | Athinna Persson Lundgren  |
| 40 | Svezia (bandiera)    | C     | Bea Sprung                |
| 44 | Svezia (bandiera)    | D     | Malin Levenstad           |
| 51 | Danimarca (bandiera) | C     | Sanne Troelsgaard Nielsen |

### Rosa 2019
Rosa, ruoli e numeri di maglia come da sito ufficiale aggiornati al 21 agosto 2019
| N. |                      | Ruolo | Calciatrice                |
| -- | -------------------- | ----- | -------------------------- |
| 1  | Svezia (bandiera)    | P     | Zećira Mušović             |
| 2  | Danimarca (bandiera) | D     | Mie Leth Jans              |
| 3  | Svezia (bandiera)    | D     | Nathalie Björn             |
| 4  | Islanda (bandiera)   | D     | Glódís Perla Viggósdóttir  |
| 7  | Svezia (bandiera)    | C     | Ebba Wieder                |
| 8  | Svezia (bandiera)    | C     | Hanna Bennison             |
| 9  | Svezia (bandiera)    | A     | Anna Anvegård              |
| 10 | Serbia (bandiera)    | C     | Jelena Čanković            |
| 11 | Norvegia (bandiera)  | A     | Lisa-Marie Karlseng Utland |
| 14 | Nigeria (bandiera)   | A     | Anam Imo                   |

| N. |                      | Ruolo | Calciatrice               |
| -- | -------------------- | ----- | ------------------------- |
| 15 | Svezia (bandiera)    | D     | Jessica Samuelsson        |
| 16 | Svezia (bandiera)    | A     | Hailie Mace               |
| 17 | Svezia (bandiera)    | C     | Caroline Seger (capitano) |
| 20 | Svezia (bandiera)    | C     | Johanna Rytting Kaneryd   |
| 22 | Scozia (bandiera)    | A     | Fiona Brown               |
| 23 | Danimarca (bandiera) | D     | Sofie Svava               |
| 32 | Svezia (bandiera)    | P     | Emma Lind                 |
| 36 | Svezia (bandiera)    | D     | Edina Filekovic           |
| 44 | Svezia (bandiera)    | D     | Malin Levenstad           |
| 51 | Danimarca (bandiera) | A     | Sanne Troelsgaard Nielsen |